# Cal Maginet (el Vendrell)
Cal Maginet és un habitatge a la vila del Vendrell (Baix Penedès) catalogat a l'Inventari del Patrimoni Arquitectònic de Catalunya. La casa feta de pedra és composta per dues plantes. Als baixos hi ha el Banc de Sabadell, que en ser edificat va destruí l'antiga botiga que ocupava aquesta zona. La part més interessant és doncs el primer pis. En ell destaquen els balcons de ferro forjat, amb mènsules i amb una cornisa decorada per una guarnició d emotius vegetals. Les finestres tenen a la part inferior una bonica barana de pedra treballada, així com una cornisa amb dibuixos vegetals. A la part superior de la façana hi ha una motllura d'on arrenquen les mènsules que sostenen la cornisa. Per rematar la façana trobem una barana de pedra amb motius vegetals.
Hem pogut aconseguir molt poques notícies sobre la casa. Es coneix que la família que la fundà no ha perdut encara la propietat. La casa és coneguda com cal Maginet i es creu que data de finals del s. XIX. No fa massa temps que els baixos, antiga botiga d'època, pertanyen al Banc Sabadell, el qual modificà la planta sense respectar la tipologia de la casa. Cal ressaltar que ne el mateix xamfrà hi havia un relleu amb l'escut d'El Vendrell.